# Cristiano Biraghi
Cristiano Biraghi (Cernusco sul Naviglio, 12 september 1992) is een Italiaans voetballer die doorgaans als linksback speelt. Hij verruilde Pescara in juli 2018 voor Fiorentina, dat hem in het voorgaande seizoen al huurde. Biraghi debuteerde in 2018 in het Italiaans voetbalelftal.

## Clubcarrière
Biraghi speelde zes jaar in de jeugd van Internazionale. Hiervoor debuteerde hij op 24 november 2010 in het betaald voetbal. Coach Rafael Benítez liet hem toen invallen in een met 1–0 gewonnen wedstrijd in de Champions League, thuis tegen FC Twente. Na nog een tweede wedstrijd in de Champions League verhuurde Inter Biraghi in juli 2011 voor een jaar aan Juve Stabia en daarna voor een jaar aan Cittadella. Hiermee speelde hij twee seizoenen in de Serie B.
Cittadella kocht in 2013 de helft van Biraghi's transferrechten en verhuurde hem op haar beurt aan Catania. Hiervoor speelde hij op 15 september 2013 zijn eerste wedstrijd in de Serie A, tegen Livorno. Biraghi speelde dat jaar regelmatig voor Catania. Inter kocht daarom zijn transferrechten terug van Cittadella en gaf hem een nieuw contract. De club verhuurde hem niettemin opnieuw, eerst aan Chievo Verona en daarna aan Granada CF. Zonder dat hij een minuut had gespeeld voor de Milanezen verkocht Inter hem in juli 2016 vervolgens aan Pescara. Na een vol seizoen in de Primera División werd hij nu ook voor het eerst basisspeler bij een club in de Serie A. Pescara en hij eindigden dat seizoen wel op de laatste plaats. Biraghi daalde niet mee af, maar vertrok voor een jaar op huurbasis naar Fiorentina, de nummer acht van Italië in het voorgaande seizoen. Hier stond hij in seizoen 2017/18 bijna het volledige seizoen in de basisopstelling. Fiorentina lijfde hem in juli 2018 dan ook definitief in. Biraghi bereikte in het seizoen 2022/23 de finale van de Conference League met zijn ploeggenoten. De Italianen verloren daarin met 1–2 van West Ham United.

## Clubstatistieken
| Seizoen | Club             | Competitie       | Competitie | Competitie | Beker | Beker | Internationaal | Internationaal | Totaal | Totaal |
| Seizoen | Club             | Competitie       | Wed.       | Dlp.       | Wed.  | Dlp.  | Wed.           | Dlp.           | Wed.   | Dlp.   |
| ------- | ---------------- | ---------------- | ---------- | ---------- | ----- | ----- | -------------- | -------------- | ------ | ------ |
| 2010/11 | Internazionale   | Serie A          | 0          | 0          | 0     | 0     | 2              | 0              | 2      | 0      |
| 2011/12 | → Juve Stabia    | Serie B          | 11         | 0          | 1     | 0     | —              | —              | 12     | 0      |
| 2012/13 | → Cittadella     | Serie B          | 33         | 0          | 3     | 0     | —              | —              | 36     | 0      |
| 2013/14 | Cittadella       | Serie B          | —          | —          | —     | —     | —              | —              | 0      | 0      |
| 2013/14 | → Catania        | Serie A          | 23         | 0          | 0     | 0     | —              | —              | 23     | 0      |
| 2014/15 | Internazionale   | Serie A          | —          | —          | —     | —     | —              | —              | 0      | 0      |
| 2014/15 | → Chievo Verona  | Serie A          | 18         | 0          | 1     | 0     | —              | —              | 19     | 0      |
| 2015/16 | → Granada CF     | Primera División | 32         | 0          | 1     | 0     | —              | —              | 33     | 0      |
| 2016/17 | Pescara          | Serie A          | 35         | 1          | 2     | 0     | —              | —              | 37     | 1      |
| 2017/18 | → Fiorentina     | Serie A          | 34         | 1          | 1     | 0     | —              | —              | 35     | 1      |
| 2018/19 | Fiorentina       | Serie A          | 36         | 1          | 4     | 0     | —              | —              | 40     | 1      |
| 2019/20 | → Internazionale | Serie A          | 26         | 2          | 3     | 0     | 8              | 0              | 37     | 2      |
| 2020/21 | Fiorentina       | Serie A          | 35         | 1          | 3     | 0     | —              | —              | 38     | 1      |
| 2021/22 | Fiorentina       | Serie A          | 37         | 4          | 5     | 1     | —              | —              | 42     | 5      |
| 2022/23 | Fiorentina       | Serie A          | 33         | 2          | 4     | 0     | 15             | 1              | 52     | 3      |
| Totaal  | Totaal           | Totaal           | 353        | 12         | 28    | 1     | 25             | 1              | 406    | 14     |

Bijgewerkt op 17 juli 2023.

## Interlandcarrière
Biraghi nam met Italië –21 deel aan het Europees kampioenschap –21 van 2013 in Israël, waar Jong Italië in de finale met 4-2 verloor van Spanje –21. Twee jaar later behoorde hij ook tot de Italiaanse selectie op het Europees kampioenschap –21 van 2015.
Biraghi debuteerde op 7 september 2018 in het Italiaans voetbalelftal. Bondscoach Roberto Mancini gaf hem toen een basisplaats in een wedstrijd in het kader van de UEFA Nations League thuis tegen Polen. (1–1). Hij maakte op 14 oktober 2018 zijn eerste doelpunt voor de nationale ploeg, opnieuw tijdens een wedstrijd in de Nations League tegen Polen. Dat was meteen het enige - en dus winnende doelpunt - die dag.
1 Terracciano ·
2 Dodô ·
3 Biraghi  ·
4 Bove ·
5 Pongračić ·
6 Ranieri ·
7 Sottil ·
8 Mandragora ·
9 Beltrán ·
10 Guðmundsson ·
11 Ikoné ·
15 Comuzzo ·
17 Zaniolo ·
20 Kean ·
21 Gosens ·
22 Moreno ·
23 Colpani ·
24 Richardson ·
28 Martínez Quarta ·
29 Adli ·
30 Martinelli ·
32 Cataldi ·
33 Kayode ·
43 De Gea ·
53 Christensen ·
65 Parisi ·
99 Kouamé ·
Coach: Palladino
· Assistent-coach: Peluso